# 1. slovenská fotbalová liga 2010/2011
V soubojích 18. ročníku 1. slovenské fotbalové ligy 2010/11 se utkalo 12 týmů dvoukolovým systémem podzim - jaro. Pro další sezónu druhá nejvyšší soutěž změnila název na 2. ligu.
Nováčky soutěže se staly FC Petržalka 1898 (sestup z Corgoň ligy) a dva vítězové regionálních skupin 3. ligy - ŠK SFM Senec a FK Bodva Moldava nad Bodvou.
Vítězem a zároveň i jediným postupujícím se stal tým AS Trenčín. Do 3. ligy sestoupily poslední dvě mužstva tabulky - FK Slovan Duslo Šaľa a FK Púchov.

## Konečná tabulka
| Poř. | Tým                          | Z  | V  | R  | P  | VG | OG | B  |
| ---- | ---------------------------- | -- | -- | -- | -- | -- | -- | -- |
| 1.   | AS Trenčín                   | 33 | 22 | 6  | 5  | 77 | 30 | 72 |
| 2.   | MŠK Rimavská Sobota          | 33 | 16 | 6  | 11 | 41 | 35 | 54 |
| 3.   | FC Petržalka 1898            | 33 | 13 | 12 | 8  | 55 | 36 | 51 |
| 4.   | MFK Zemplín Michalovce       | 33 | 15 | 6  | 12 | 51 | 48 | 51 |
| 5.   | ŠK SFM Senec                 | 33 | 13 | 9  | 11 | 39 | 39 | 48 |
| 6.   | MFK Tatran Liptovský Mikuláš | 33 | 14 | 6  | 13 | 43 | 44 | 48 |
| 7.   | FK Bodva Moldava nad Bodvou  | 33 | 13 | 8  | 12 | 46 | 40 | 47 |
| 8.   | MFK Dolný Kubín              | 33 | 13 | 7  | 13 | 45 | 38 | 46 |
| 9.   | FK LAFC Lučenec              | 33 | 11 | 8  | 14 | 41 | 48 | 41 |
| 10.  | MFK Ružomberok „B“           | 33 | 10 | 8  | 15 | 37 | 44 | 38 |
| 11.  | FK Slovan Duslo Šaľa         | 33 | 9  | 6  | 18 | 24 | 44 | 33 |
| 12.  | FK Púchov                    | 33 | 6  | 4  | 23 | 24 | 77 | 22 |

Poznámky:
- Z = Odehrané zápasy; V = Vítězství; R = Remízy; P = Prohry; VG = Vstřelené góly; OG = Obdržené góly; B = Body

|  | postup do Corgoň ligy 2011/12 |
|  | sestup do 3. ligy 2011/12     |